# Dawny kościół i klasztor klarysek w Zamościu
Zespół poklasztorny klarysek w Zamościu – zabytkowy, dawny kościół i klasztor sióstr klarysek na Starym Mieście w Zamościu. Budynki położone są w południowej części staromiejskiej dzielnicy, przy ul. T. Kościuszki, stanowiącej południową pierzeję Rynku Wodnego. 
 Obiekt wpisany jest do rejestru zabytków pod nr rej.: A/1268 z 20.02.1957 i z 24.02.1983

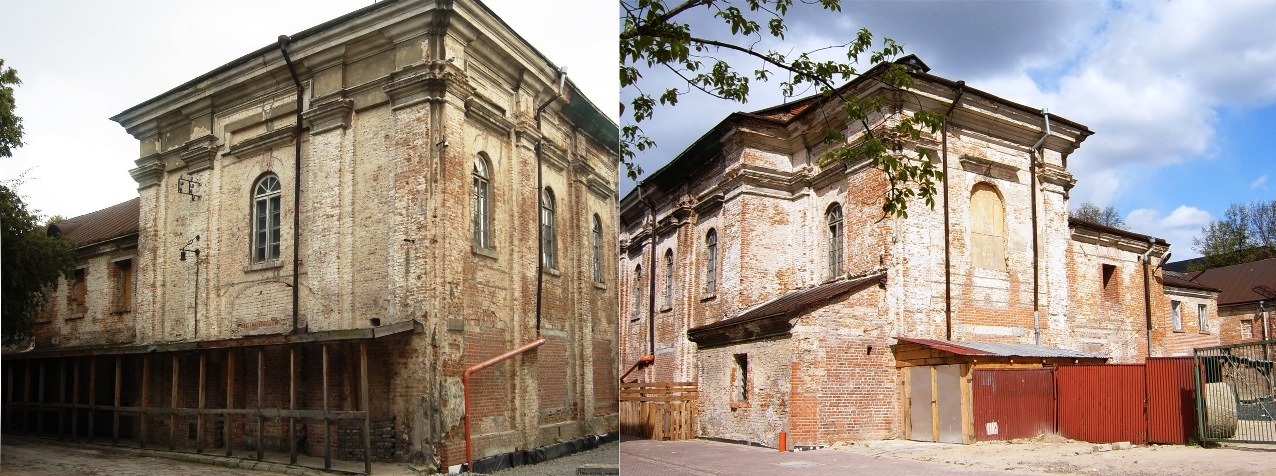
Dawny kościół i klasztor ss. Klarysek przed rozpoczęciem prac remontowych (2006 i 2007 r.)

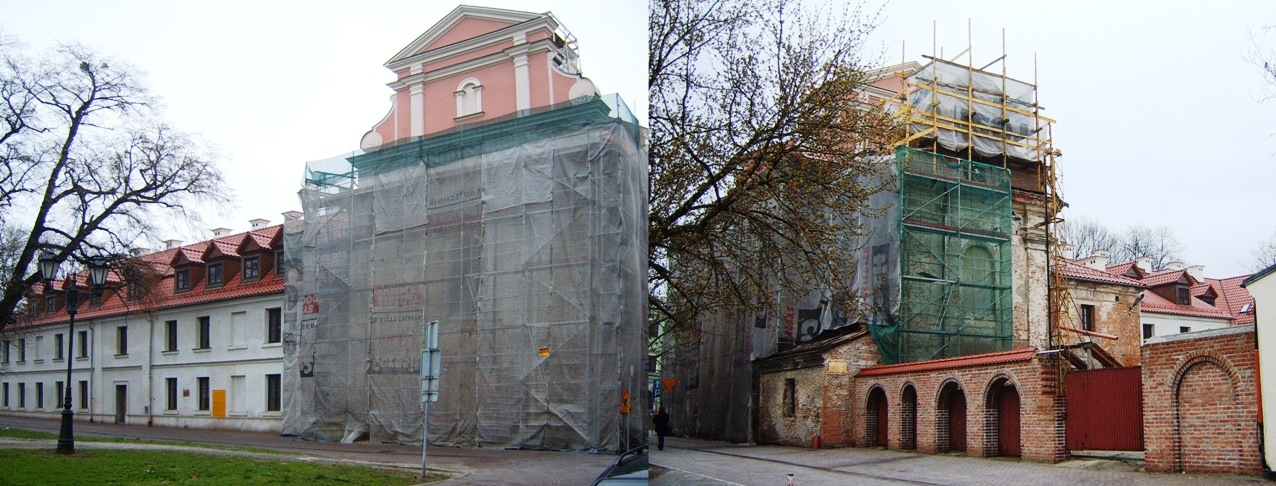
Dawny kościół i klasztor ss. Klarysek podczas prac remontowych (2009 r.)

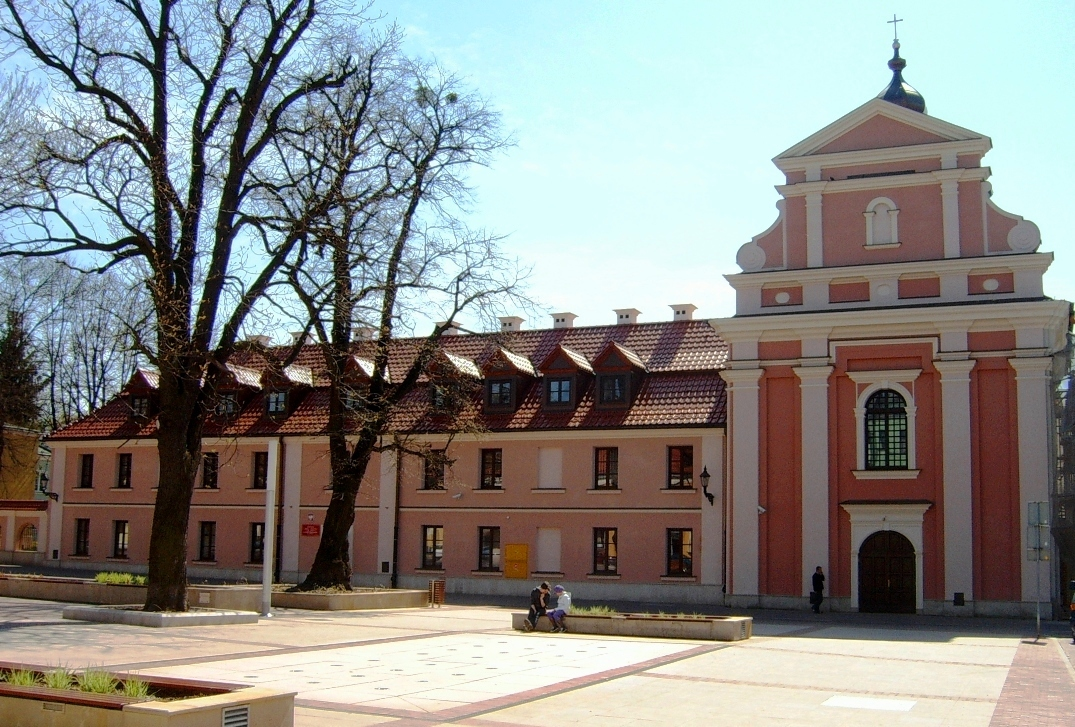
Dawny kościół i klasztor ss. Klarysek w 2011 r.

Kościół pw. św. Anny przeznaczony dla klarysek, przybyłych do Zamościa w 1676 r., został zbudowany ok. 1696 r. Ufundowała go żona ówczesnego ordynata, Marcina Zamoyskiego, Anna Franciszka Gnińska - do tego czasu zakonnice zajmowały drewniane domy. Niewielki budynek kościoła, jednonawowy z wąskim prezbiterium od południa a wejściem od północy (czyli Rynku Wodnego), zaprojektował Jan Michał Link w stylu barokowym. Posiadał on skromne elementy charakterystyczne dla architektury z tego okresu, m.in. pilastry i szczyty od frontu oraz z tyłu. Dodatkowo na dachu wznosiła się niewielka wieża (sygnaturka).
Klasztor z kolei wybudowano nieco później, w latach 1757–75 według projektu Jerzego de Kawe, a ufundowanego przez kolejnego ordynata, Jana Jakuba Zamoyskiego. Jest połączony z kościołem od wschodu, składa się z trzech skrzydeł (bez zachodniego) i dwóch kondygnacji. Wewnątrz klasztoru znajdowały się cele (w skrzydle przykościelnym), rezydencje oraz pomieszczenia gospodarcze.
Po pierwszym rozbiorze Polski i zajęciu miasta przez Austrię, podobnie jak w przypadku wielu innych budynków sakralnych, budynki zostały przeznaczone do innych funkcji. W roku 1782 klasztor klarysek zamknięto (kasata zakonu), po czym na krótki okres budynek przejęli franciszkanie (do 1791 r.), a po nich siostry szarytki (do 1812 r.). W 1812 r. zamknięto również kościół, zaś w 1817 r., po przejęciu całego zespołu kościoła i klasztoru przez wojsko (już pod panowaniem Rosji), był on wykorzystywany głównie na jego potrzeby, tj. jako magazyn, stajnia, koszary, w późniejszych latach jako szpital wojskowy (lazaret). 
W wyglądzie największe zmiany objęły kościół, który zupełnie utracił swój sakralny charakter – ok. 1820 r. rozebrane zostały szczyty i sygnaturka, a nawę podzielono na dwie kondygnacje (podobnie jak w kościele franciszkanów). 
Od połowy XIX w. do 1918 r. klasztor służył nadal głównie jako koszary, natomiast w kościele, na przełomie XIX i XX stulecia, utworzono klub miejski. W dwudziestoleciu międzywojennym budynki wykorzystywano do innych funkcji - w gmachu klasztoru mieściła się policja, natomiast w dawnym kościele na piętrze urządzono salę widowiskową, a na parterze siedzibę objęła Powiatowa Kasa Oszczędności. Dawny kościół podczas II wojny światowej przez krótki okres zajmował komitet Rady Głównej Opiekuńczej. Po jej zakończeniu nastąpiły kolejne zmiany – klasztor częściowo przeznaczono dla milicji (1944 r.), kościół przez krótki okres zajmowało wojsko rosyjskie, a później oba budynki łącznie wykorzystano na potrzeby domu dziecka, jaki działał tu w latach 1947–84. W 1985 r. fragment wschodniego skrzydła klasztoru objęto pracami remontowymi, po których w 1990 r. został zajęty na potrzeby PKZ. 
W latach 90. minionego stulecia stan tego zespołu budynków sprawiał, iż było to jedno z najbardziej szpecących staromiejską dzielnicę Zamościa miejsc, zwłaszcza od frontu, tj. ul. T. Kościuszki. W 2002 r. zdecydowano o przeniesieniu tu państwowej szkoły muzycznej, ale dopiero w 2007 r. rozpoczęto gruntowne prace remontowe tych niszczejących budynków, dzięki którym już w 2009 r. przywrócono dawny wygląd kościoła, a zwłaszcza szczyty od frontu i z tyłu oraz sygnaturkę z krzyżem (ponadto fasadę oraz dach). Od 2010 r. mieści się tu w całości szkoła muzyczna – dawny kościół pełni funkcję sali koncertowej, zaś w dawnym klasztorze znajdują się miejsca dydaktyczne. Prace wykończeniowe objęły także podwórze. Przywrócenie do użyteczności tego gmachu wraz z zupełnie nową funkcją jest kolejnym przykładem procesów rewitalizacji w zamojskiej dzielnicy staromiejskiej.